# معركة كوفادونجا
معركة كوفادونجا (أو مغارة دونغة) (بالإسبانية: Batalla de Covadonga)‏، هي معركة وقعت في أوائل فترة الحكم الإسلامي للأندلس بين قوة من المسلمين وقوة من السكان المحليين بقيادة بيلايو، تعدها المصادر الغربية النواة لنشأة مملكة أستورياس، والبداية لحروب الاسترداد. كما تعتبرها المصادر الغربية أول انتصار مسيحي على المسلمين في الأندلس.

## المعركة في المصادر
وفقًا لكتابات المستعربين في شمال أيبيريا في القرن التاسع، فإن النبلاء القوط قد انتخبوا في عام 718 م نبيلاً يدعى بيلايو قائدًا لهم الذي اتخذ من كانغاس دي أونيس في منطقة أستورياس قاعدة له، بادئًا منها حركة ثورية ضد الدولة الأموية، بدأها برفض دفع الجزية، والاعتداء على الحامية الأموية التي كانت في منطقته. ثم طرد حاكم المنطقة من منطقة أستورياس، وأسس مملكة أستورياس التي كانت أول كيان مسيحي في أيبيريا من بعد الفتح الإسلامي لها.
لم يشكل هذا التمرد في البداية تهديدًا لسلطة الأمويين في قرطبة. لم يعر المسلمون انتباههم إلى بيلايو في البداية لانشغالهم بحملاتهم على أربونة وبلاد الغال. ثم قامت قوة بقيادة أموية بقيادة علقمة اللخمي ومنوسة وأوباس أسقف إشبيلية شقيق الملك القوطي السابق ويتزا بالتوجه إلى أستورياس. وفقًا لتأريخ ألفونسو الثالث، وتأريخ البلدة الذي كتب عام 881 م، فإن الوالي عنبسة بن سحيم الكلبي أرسل علقمة بقوة من 187,000 رجل إلى أستورياس. وأن علقمة اجتاح المنطقة، وحاول أوباس اقتحام الموقع الذي تحصن فيه أتباع بيلايو، لكنه فشل. ثم انسحب بيلايو ومعه نحو 300 رجل إلى الجبال، وتحصن في وادي ضيق يسهل الدفاع من خلاله، وتحصنوا في كهف دونجا.
أورد سباستيان السلمنقي في تاريخه، أنه عند هجوم المسلمين على المغارة بالسهام، حدثت معجزة وارتدت السهام على المسلمين وقتلت 124,000 منهم فيهم علقمة نفسه. وأسر أوباس، ثم فر بقية المسلمين 63,000 من خلال مضيق جبلي، فحدثت معجزة أخرى حيث انهار الجبل، وطمر بقية المسلمين. وهو ما اتفقت معه مدونة البلدة من حيث المضمون وإن لم تذكر أعداد كما اختلفت في زمن المعركة. كما تدعي المصادر المسيحية أن منوسة حين علم بهزيمة علقمة، فر نحو قرطبة، إلا أن بعض أهالي المنطقة أدركوه وقتلوه.
أما المصادر الإسلامية، فيقول صاحب أخبار مجموعة أنه: «لم تبق بجليقية قرية لم تفتتح غير الصخرة، فإنه لاذ بها ملك يقال له بلاي، فدخلها في 300 رجل. فلم يزل يقاتلونه ويغاورونه حتى مات أصحابه جوعًا. وترامت طائفة منهم إلى الطاعة، فلم يزالوا ينقصون حتى بقي في ثلاثين رجلاً ليست معهم عشر نسوة، فيما يقال إنما كان عيشهم بالعسل. وأعيا المسلمين أمرهم، فتركوهم، وقالوا: ثلاثون علجًا ما عسى أن يكون أمرهم. فبلغ أمرهم بعد ذلك من القوة والكثرة ما لا خفاء به.»
بعد أن أهمل المسلمون شأن بيلايو وصحبه، قويت شوكته وأسس مملكته التي استطاعت طرد المسلمين من جليقية في فترة النزاع الذي كان بين أبي الخطار الكلبي وثعلبة بن سلامة العاملي على ولاية الأندلس.